# Rosanna Arquette
Rosanna Lisa Arquette (Nueva York, 10 de agosto de 1959) es una actriz estadounidense. Es hermana de los también actores Patricia, Alexis, David y Richmond Arquette.

## Carrera
Rosanna Arquette siguió los pasos profesionales de su familia y comenzó a actuar siendo aún una niña. A los 11 años, sus padres se trasladaron a una comuna en el estado de Virginia. No se sentía a gusto en el colegio, por lo que a la edad de 14 años se marchó a Los Ángeles, decidida a convertirse en una estrella de cine.

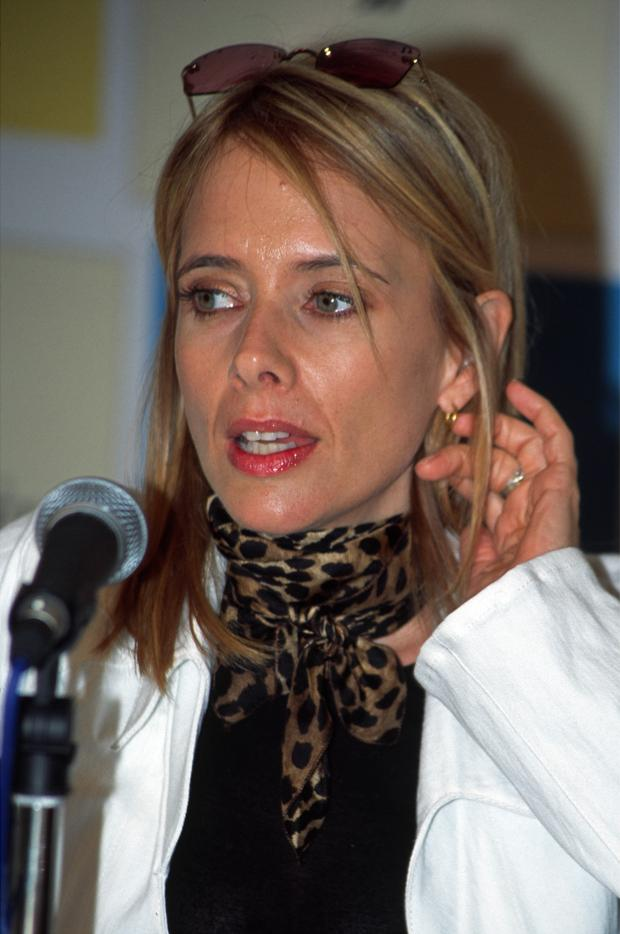
Rosanna en 2002.

Arquette consiguió papeles en Hollywood, en los que interpretaba a jóvenes con problemas. Unos años más tarde comenzó a interpretar papeles más maduros. Desde un principio actuó también en películas para la televisión. En 1982 obtuvo una nominación a los premios Emmy. La película de 1985 Buscando a Susan desesperadamente, con Madonna en el papel principal, también contribuyó a incrementar su popularidad. En 1989 actuó en New York Stories bajo la dirección de Martin Scorsese, con quien ya había actuado en After Hours (1985). Desde entonces ha ido interpretando diversas películas al año, algunas de las cuales han pasado casi desapercibidas para el gran público, y otras con notable éxito de crítica y de público, como Pulp Fiction, junto a John Travolta.

## Vida privada

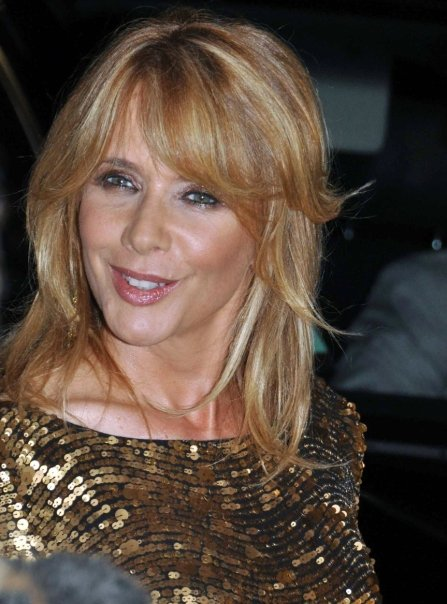
Rosanna Arquette en el festival de cine de Cannes.

Arquette proviene de una familia de actores, tanto su abuelo como su padre fueron actores de televisión. Sus hermanos Patricia, David, Alexis y Richmond son también actores. 
Su primer matrimonio fue con el director Tony Greco. El segundo matrimonio fue con el compositor James Newton Howard, que acabó también en ruptura. Posteriormente mantuvo una relación con el cantante británico Peter Gabriel, pero terminó de la misma forma. 
En esos años los padres de Rosanna se divorciaron. Poco después su madre contrajo un cáncer de mama. En 1993 se casó nuevamente, esta vez con un restaurador, con el que tuvo una niña al año siguiente. Finalmente, contrajo matrimonio con Todd Morgan en agosto de 2013.
Más recientemente, Arquette se ha dedicado a ser embajadora de la lucha contra el cáncer de mama, mientras continúa con la interpretación e incluso la dirección.

## Filmografía
- More American Graffiti (1979)
- Gorp (1980)
- S.O.B. (1981)
- A Long Way Home (1981)
- Off the Wall (1983)
- Baby, It's You (1983)
- After Hours (1985)
- Silverado (1985)
- Buscando a Susan desesperadamente (1985)
- El aviador (1985)
- Nobody's Fool (1986)
- 8 millones de maneras de morir (1986)
- Amazon Women on the Moon (1987)
- Le Grand Bleu (1988)
- Black Rainbow (1989)
- New York Stories (1989)
- Almost (1990)
- Sweet Revenge (1990)
- The Linguini Incident (1991)
- Flight of the Intruder (1991)
- Fathers & Sons (1992)
- El hombre equivocado (1993)
- Nowhere to Run (1993)
- Pulp Fiction (1994)
- Search and Destroy (1995)
- Vive le cinéma! (1996)
- White Lies (1996)
- Crash (1996)
- Do Me a Favor (1997)
- Deceiver (1997)
- Gone Fishing (1997)
- Homeslice (1998)
- Fait Accompli (1998)
- I'm Losing You (1998)
- Hell's Kitchen (1998)
- Floating Away (1998)
- Hope Floats (1998)
- Buffalo '66 (1998)
- Interview with a Dead Man (1999)
- Pigeonholed (1999)
- Palmer's Pick Up (1999)
- Sugar Town (1999)
- Too Much Flesh (2000)
- The Whole Nine Yards (2000)
- Diary of a Sex Addict (2001)
- Good Advice (2001)
- Big Bad Love (2001)
- Joe Dirt (2001)
- Things Behind the Sun (2001)
- Buscando a Debra Winger (2002) documental
- The L Word (2004)
- Kids in America (2005)
- What About Brian (2006)
- Growing Op (2008)
- American Pie Presents: The Book of Love (2009)
- Exodus Fall, Marilyn Minor, 2011
- Peace, Love & Misunderstanding, Darcy, 2011
- The Divide (2011)
- $ellebrity, ella misma, 2012
- Hardflip, Bethany Jones, 2014
- Draft Day, Angie, 2014
- Kill Your Friends, Barbara, 2015
- Larry Gaye: Renegade Male Flight Attendant, Presentadora de televisión, 2015
- Lovesong, Eleanor, 2016
- Frank & Lola, Patricia, 2016
- Octavio Is Dead! (2018) Joan
- La sonrisa etrusca, Claudia, 2018[1][2]
- Love Is Love Is Love (2020) Anne
- Untouchable  (2020) Ella misma
- You Cannot Kill David Arquette (2020) Ella misma
- Puppy Love (2021) Deb
- Ex-Husbands (2022) Maria Pearce
- Signs of Love (2022) Rosie

### Series de televisión
- Eight Is Enough (1979)
- The Dark Secret of Harvest Home (1979, miniserie)
- La canción del verdugo (1982, película de televisión)
- Gun (1997, serie de televisión)
- Shirley (1979–1980)
- Here's Boomer (1981)
- A Long Way Home (1981, película de televisión)
- The Wall (1982, película para televisión)
- Johnny Belinda (1982)
- Poison (2000)
- Will & Grace (2003)
- Summerland (2004)
- Ray Donovan (2013)
- The L Word: Generation Q (2020)

### Serie Web
| Año  | Título | Rol          | Notas       |
| ---- | ------ | ------------ | ----------- |
| 2010 | Sweety | Mrs. Summers | 2 episodios |